# Baragaon (Varanasi)
Baragaon è una suddivisione dell'India, classificata come census town, di 10.517 abitanti, situata nel distretto di Varanasi, nello stato federato dell'Uttar Pradesh. In base al numero di abitanti la città rientra nella classe IV (da 10.000 a 19.999 persone).

## Geografia fisica
La città è situata a 25° 26' 50 N e 82° 48' 55 E.

## Società

### Evoluzione demografica
Al censimento del 2001 la popolazione di Baragaon assommava a 10.517 persone, delle quali 5.565 maschi e 4.952 femmine. I bambini di età inferiore o uguale ai sei anni assommavano a 2.170, dei quali 1.135 maschi e 1.035 femmine. Infine, coloro che erano in grado di saper almeno leggere e scrivere erano 5.882, dei quali 3.800 maschi e 2.082 femmine.